# I-17
I-17 — підводний човен Імперського флоту Японії, який брав участь у Другій світовій війні.

## Передвоєнна історія
Корабель спорудили на верфі Yokosuka Navy Yard. Човни типу B, підтипу B1 (він же клас I-15), до яких належав I-17, мали великі розміри (їхня надводна водотоннажність перевищувала підводний показник океанських підводних човнів США) та могли нести розвідувальний літак або, після переобладнання, міні-субмарину для диверсійних операцій.
I-17 завершили в січні 1941-го та включили до складу 1-ї дивізії підводних човнів (через рік, 1 лютого 1942-го, його перевели до 2-ї дивізії підводних човнів).

## Перший похід
21 листопада 1941-го I-17 вирушив з Йокосуки до Гаваїв. 7 грудня, в день нападу на головну базу Тихоокеанського флоту Японії, I-17 разом з I-9, I-15 та I-25 патрулював у районі на північний схід від острова Оаху.
9 грудня один з підводних човнів виявив авіаносець у супроводі двох крейсерів, після чого I-17 та ще 6 човнів дістали наказ перехопити вороже з'єднання. Щоб виконати наказ, вони пішли в надводному положенні, в якому мали доволі високу швидкість, втім, наздогнати «Ентерпрайз» так і не вдалось. Під час погоні 10 грудня з I-17 двічі помітили літаючий човен, після чого екстрено занурились. Після підйому на поверхню човен безрезультатно атакував літак наземного базування.
14 грудня 1941-го, по завершенні погоні за авіаносцем, I-17 та ще 8 підводних човнів перенацілили для дій біля західного узбережжя Америки. I-25 мав діяти поблизу Каліфорнії. 18 грудня перед світанком поблизу мису Мендосіно (дещо більш ніж за три сотні кілометрів на північ від Сан-Франциско) човен помітив лісовоз Samoa. На I-17 увімкнули прожектор та відкрили вогонь із гармати головного калібру, після чого транспортне судно збільшило хід та спробувало відірватись. Тоді з підводного човна випустили торпеду, але вона пройшла під кілем Samoa та лише потім вибухнула, а лісовоз все-таки зміг досягнути порту (та в підсумку пережив війну).
20 грудня неподалік від того ж мису човен виявив танкер Emidio (6912 тонн), котрий у баласті прямував із Сіеттлу до Вентури. Цього разу бій протікав у денний час, I-17 наздогнав судно та випустив 6 снарядів, з яких 5 влучили в ціль. Прибуття двох літаків «Каталіна», з яких скинули кілька глибинних бомб, примусило човен терміново зануритись, проте через якийсь час I-17 піднявся на перископну глибину та вразив танкер торпедою. Екіпаж покинув судно, яке продрейфувало понад півтори сотні кілометрів, наскочило на рифи біля Кресент-Сіті та переломилось. Носову частину занесло до гавані зазначеного міста та викинуло на берег, де вона перебуває і понині, узята на облік як об'єкт історичної спадщини.
23 грудня за півтори сотні кілометрів на південний захід від Юрики I-17 атакував танкер Larry Doheny. Командир човна знову почав із артилерійського обстрілу у наземному положенні, проте був вимушений зануритись з огляду прибуття літака. Через чверть години I-17 випустив торпеду з перископної глибини, проте вона передчасно вибухнула та спричинила лише легкі пошкодженні (у підсумку цей танкер буде потоплений іншим японським підводним човном I-25 у жовтні 1942-го).
Наприкінці грудня човен попрямував до бази на Маршаллових островах та 2 січня 1942-го поблизу Гаваїв зустрів конвой із 5 транспортів під охороною 2 військових кораблів. I-17 разом з I-15 спробували перехопити його, проте ця спроба завершилась невдачею.
11 січня 1942-го I-17 прибув на атол Кваджелейн.

## Другий похід
1 лютого 1942-го літаки з американського авіаносця USS Enterprise здійснили атаку на атоли Вотьє та Кваджалейн, при цьому на останньому був потоплений транспорт та пошкоджені учбовий крейсер і ще кілька кораблів та суден, зокрема, плавуча база підводних човнів "Ясукуні-Мару". I-17 стояв біч-о-біч з останньою та відкрив зенітний вогонь, а після першого нальоту занурився на період до завершення нападу. Після цього I-17 та ще 8 підводних човнів отримали наказ вийти на перехоплення ворожого авіаносця, що, втім, не призвело до якогось результату.
3 лютого I-17 разом з I-9 та I-23 отримали наказ прямувати для бойового патрулювання на південь від Гавайських островів. По прибутті сюди I-17 отримала новий наказ вирушити для дій біля узбережжя Північної Америки і 20 лютого човен досяг району Сан-Дієго. Невдовзі від командування японських підводних сил надійшла вказівка провести обстріл наземної цілі на вибір командира підводного човна, що, за їх розрахунками, мало посіяти панічні настрої серед населення. На I-17 вирішили атакувати нафтове родовище Еллвуд за два десятки кілометрів на північ від Санта-Барбари. Перед світанком 23 лютого човен провів рекогносцирування через перископ, а незадовго перед заходом сонцю сплив та о 19:10 відкрив вогонь, випустивши 17 снарядів, при цьому лише один з них завдав якихось збитків (на суму у 500 доларів). О 19:35 обстріл припинили та I-17 рушив назад у море. Кілька літаків та два есмінця провели протичовновий пошук, проте не досягли якихось результатів.
1 березня на південний захід від Сан-Франциско I-17 випустив кілька торпед по танкеру William H. Berg. Хоча фактично не було досягнуто жодного влучання, на човні почули один вибух та спливли на поверхню, сподіваючись добити судно артилерією. Втім, з танкера відкрили вогонь, а потім через наближення бойового корабля I-17 занурився.
12 березня човен вирушив у зворотній шлях та 30 березня прибув до Йокосуки, де став на ремонт.

## Третій поход
У середині травня 1942-го I-17 перейшов до військово-морської бази Омінато на півночі Хонсю, звідки 19 травня вирушив у похід до Алеутських островів разом з I-9, I-15 та I-19. На той час планувалась висадка на кількох з них, і 27 травня I-17 провів рекогносцирування через перископ можливого місця десантування на острові Атту. Через кілька діб, 5 червня, на Атту висадився японський експедиційний загін.
11 червня при слідуванні у напрямку острова Унімак в надводному положенні човен був виявлений патрульним літаком «Каталіна». Під час екстреного занурення I-17 був атакований двома глибинними бомбами, проте отримав лише незначні пошкодження. 13 червня човен провів рекогносцирування південного узбережжя Унімаку.
25 червня I-17 перебував поблизу Датч-Гарбору (район острова Уналашка), де розташована американська військова база. Тут він вийшов у атаку на американський есмінець з перископної глибини, проте незадовго до запуску торпед раптово виявили інший есмінець, курс якого вів прямо на I-17. Човен розпочав занурюватись глибше, проте внаслідок проходження ворожого корабля над ним отримав пошкодження катапульти, призначеної для запуску літака. Хоча можливо було очікувати на переслідування, проте цього не сталось.
29 червня човен вирушив у зворотній шлях та 7 липня прибув до Йокосуки.

## Початок дій на Соломонових островах
7 серпня 1942-го союзники висадились на сході Соломонових островів, що започаткувало шестимісячну битву за Гуадалканал. 15 серпня I-17 полишив базу та попрямував в район Соломонових островів (того ж дня з Йокосуки до Океанії вирушили ще 4 кораблі зі складу тієї ж 1-ї ескадри підводних човнів — I-9, I-15, I-19 та I-26).
В останній декаді серпня японське командування організувало доставку на Гуадалканал підкріплень, проведення яких вилилось у битву при східних Соломонових островах. I-17 мав зайняти місце у патрульній лінії на сход від острова Малаїта, при цьому 23 серпня під час слідування у надводному положенні до визначеного району був атакований двома пікіруючими бомбардувальниками. Човен екстрено занурився, а скинуті літаками бомби не завдали йому шкоди. Коли через півгодини I-17 знову сплив на поверхню, він був обстріляний з повітря та отримав кілька кульових влучань. 24 серпня, у день самої битви, човен був безрезультатно атакований літаком, втім, і його дії не принесли японському угрупованню якоїсь користі. Протягом наступних кількох діб I-17 тричі зустрічав корабельні з'єднання за участі авіаносців, проте так і не зміг провести торпедну атаку (одного разу на човен скинули глибинні бомби, що не призвело до якихось пошкоджень).
26 серпня I-17 та ще сім підводних човнів отримали наказ зайняти позиції на південь та схід від острова Сан-Крістобаль для перехоплення ворожих комунікацій до Гуадалканалу. При виконанні цього завдання I-17 не зміг здобути якихось успіхів, а 15 вересня отримав наказ перейти до південного входу до протоки Індіспенсейбл (відділяє острів Малаїта від островів Санта-Ісабель, Гуадалканал та Сан-Крістобаль), де діяв також безрезультатно. 20 вересня I-17 відбув з району бойового патрулювання та 25 вересня прибув на схід Каролінських островів до атола Трук (ще до війни тут була створена потужна база ВМФ, з якої до лютого 1944-го провадились операції у цілому ряді архіпелагів).

## Другий похід на Соломонові острови
5 жовтня 1942-го I-17 вирушив з Труку до якірної стоянки Шортленд — прикритої групою невеликих островів Шортленд акваторії біля південного завершення острова Бугенвіль, де зазвичай відстоювались легкі бойові кораблі та перевалювались вантажі для відправлення їх далі на схід Соломонових островів. 9 жовтня він вже вирушив звідси, маючи завдання провести біля рифу Індіспенсейбл (три сотні кілометрів на південь від Гуадалканалу) заправку пальним розвідувального гідролітака Aichi E13A «Джейк». На шляху туди I-17 зустрів корабельний загін авіаносця Hornet та доповів про це, після чого безрезультатно спробував зайняти позицію для атаки.
По прибуттю в район означеного рифу човен провів три години на поверхні в очікуванні гідролітака, проте так і не дочекався його (можливо відзначити, що до кінця жовтня завдання по дозаправці на рифі Індіспенсейбл також виконуватимуть I-15, I-26 та I-122).
22 жовтня I-17 дістав наказ разом з I-15 та I-26 патрулювати західніше від острова Сан-Крістобаль для запобігання доставці ворожих підкріплень на Гуадалканал. Тут I-17 не досяг якихось успіхів, I-15 сам був потоплений 11 листопада глибинними бомбами з есмінця, а от I-26 зміг 13 листопада добити легкий крейсер «Джуно», пошкоджений в бою біля Гуадалканалу.
19 листопада I-17 прибув на стоянку Шортленд. Унаслідок програшу бою при Гуадалканалі японське угруповання на острові опинилось у важкому положенні і до його постачання залучили підводні човни. З I-17 демонтували 140-мм гармату і 22 листопада він вийшов у рейс із вантажем у 19 тонн. 24 листопада човен зміг вивантажити 11 тонн припасів в районі затоки Камімбо-Бей, проте операцію довелось перервати (можливо відзначити, що через загрозу з боку ворожих патрульних кораблів японцям довелось розробляти специфічні способи доставки вантажів на підводних човнах, такі як використання плавучих гумових контейнерів або занурюваних самохідних контейнерів «токугата-ункато»). У зворотній шлях I-17 зміг узяти з собою 7 військовослужбовців — поранених або з числа екіпажів диверсійних міні-субмарин (з початку листопада атаки поблизу Гуадалканалу із використанням останніх проводили I-16, I-20 та I-24).
30 листопада I-17 повернувся на Трук, а 2—8 грудня здійснив перехід до Йокосуки для ремонту.

## Третій похід до Соломонових островів
3 січня 1943-го човен вийшов з Йокосуки і 9 січня прибув на Трук. Звідси він 17—20 січня перейшов до Рабаула — головної передової бази японців у архіпелазі Бісмарка, з якої провадились операції на Соломонових островах та сході Нової Гвінеї. 24 січня I-17 вирушив у ще один транспортний рейс до Гуадалканалу та 28 січня зміг частково розвантажитись у затоці Камімбо, передавши 10 тонн припасів.
На той час японське командування вже вирішило полишити острів, тому дев'ятьом підводним човнам наказали сформувати «завісу» південніше від нього. Зокрема, I-17 разом з I-25, I-26 та I-176 мав патрулювати в районі острова Реннел (двісті кілометрів на південь від Гуадалканалу). Хоча дії субмарин були не надто вдалими, проте 29—30 січня японські літаки-торпедоносці поблизу Реннела вразили та потопили важкий крейсер USS Chicago. Це послаблення ворожих сил дало змогу провести евакуацію в межах підготовки до евакуації японських сил з цього острова.
2 лютого японське командування дістало повідомлення про перебування американського авіаносного з'єднання в районі на південний схід від острова Сан-Крістобаль та наказало загону підводних човнів вирушити туди. Втім, останні так і не змогли встановити контакт із ворогом. 8 лютого надійшов наказ перейти західніше, де авіаційна розвідка виявила вороже з'єднання за дві з половиною сотні кілометрів на південний схід від островів Реннел. На цей раз дві субмарини встановили контакт із ворогом, проте не змогли вийти у атаку.
9 лютого евакуація японських військ з Гуадалканалу завершилась і більшість підводних човнів отримала наказ повертатись на Трук. Поблизу Соломонових островів ще певний час діяли I-11, I-18 (була потоплена 11 лютого після того, як повідомила про виявлення американського з'єднання дещо за чотири сотні кілометрів на південь від острова Сан-Крістобаль) та I-17. Останній човен 13 лютого виявив крейсер та есмінець, проте це не призвело до якихось результатів.
Наприкінці лютого I-17 побував значно південніше у Кораловому морі, де 27 числа провів рекогносцирування рифу Фредерик (шість з половиною сотень кілометрів на північний схід від Брисбена). А через кілька діб у битві в морі Бісмарка був повністю розгромлений японський конвой, що віз підкріплення на Нову Гвінею для гарнізону району Лае-Саламауа (у глибині затоки Х'юон, яка розділяє півострови Папуа та Х'юон). Усі вісім транспортів конвою були потоплені і японські підводні човни дістали наказ прямувати в район бою для порятунку людей. 5 березня поблизу узбережжя Нової Гвінеї американські торпедні катери PT-143 та PT-150 помітили I-17, який зустрівся з трьома рятувальними човнами. Кожен з катерів випустив по торпеді, при цьому запущена з PT-150 йшла просто на I-17, проте останній устиг вчасно зануритись. Після цього торпедні катери за допомогою кулеметів і глибинних бомб потопили рятувальні човни. Через кілька годин I-17 сплив та зміг підібрати 34 військовослужбовці. 6 березня човен узяв на борт ще 122 особи, а 12 березня висадив усіх підібраних у Лае.

## Похід до Нової Каледонії
На початку квітня I-17 прибув на Трук, звідки вийшов у похід до острова Фенікс, маючи завдання атакувати там плавучу базу торпедних катерів. По прибутті у вказаний район човен 16 квітня випустив дві торпеди по кораблю на якірній стоянці, проте обидві вони пройшли під кілем.
Невдовзі I-17 отримав наказ вирушити для дій проти ворожого судноплавства в районі Нової Каледонії (можливо відзначити, що в той же період в районі кількох тихоокеанських архіпелагів на південний схід від Соломонових островів також діяли I-19, I-25 та I-32). 24 травня за півтори сотні кілометрів на південь від Нумеа I-17 торпедував та потопив танкер Stanvac Manila (10138), який прямував до Нової Каледонії з Нью-Йорка. Судно везло не лише вантаж палива, але й мало на верхній палубі 6 торпедних катерів. Два з них — PT-165 та PT-173 — були втрачені разом з танкером, а інші своїм ходом або на буксирі дістались Нумеа.
12 червня I-17 повернувся на Трук.

## Останній похід
25 липня 1943-го I-17 вирушив з Труку із завданням провести розвідку острова Еспіриту-Санто (Нові-Гебриди) та Нумеа, для чого мав на борту літак Yokosuka E14Y1 «Глен». 10 серпня літак здійснив політ над Еспіриту-Санто і пілот доповів про наявність у гавані кількох лінкорів та авіаносців. Повідомлення про цю розвідувальну місію виявилось останньою радіограмою, яку японське командування отримало від I-17.
19 серпня в районі за сто двадцять кілометрів на південь від Нумеа I-17 виявив конвой із двох суден, що прямував з Нумеа до Еспіриту-Санто під охороною новозеландського тральщика HMNZS Tui. Останній встановив сонарний контакт із підводним човном та скинув чотири глибинні бомби. Оскільки сонарний контакт було втрачено, HMNZS Tui вирушив услід за конвоєм, проте зміг повідомити патрульний гідролітак Chance-Vought OS2N-1 «Кінгфішер» про виявлення ворога. Останній невдовзі помітив слід від перископа та разом з іншим «Кінгфішером» скинув чотири глибинні бомби. Якісь з них пошкодили човен і на поверхні з'явились повітряні пухирі та сліди нафти, а потім I-17 сплив. Підводний човен відкрив вогонь із своїх 25-мм зенітних гармат та відправив повідомлення про перебування під атакою та намір спробувати прорватись у гавані Нумеа. Тим часом на місце бою прибуло ще 4 «Кінгфішера», які почали скидати глибинні бомби. Уражений I-17 затонув, разом з ним загинуло 97 членів екіпажу. Ще шестеро було пізніше підібрано HMNZS Tui.

## Бойовий рахунок
| Дата       | Назва          | Тип    | Тоннаж | Місце            |
| 20.12.1941 | Emidio         | танкер | 6912   | 34°30'N 124°50'W |
| 24.05.1943 | Stanvac Manila | танкер | 10138  | 23°44'S 166°30'E |

Крім того, разом із потопленим танкером затонули торпеді катери PT-165 та PT-173.